# Iznogoud (film)
Pour les articles homonymes, voir Iznogoud.
Pour plus de détails, voir Fiche technique et Distribution.
Iznogoud est une comédie française réalisée par Patrick Braoudé, tournée en 2004 et sortie en 2005.
Le film est fondé sur la bande dessinée éponyme de René Goscinny et Jean Tabary.

## Synopsis
L'infâme grand vizir Iznogoud est plus que jamais prêt à tout pour devenir calife à la place du calife Haroun El Poussah. Mais les péripéties ne vont pas manquer.

## Fiche technique
Sauf indication contraire, les informations mentionnées dans cette section peuvent être confirmées par la base de données cinématographiques IMDb,  présente dans la section « Liens externes ».
- Titre original : Iznogoud
- Réalisation : Patrick Braoudé
- Scénario et dialogue : Patrick Braoudé, d'après la série de bandes dessinées Iznogoud de René Goscinny et Jean Tabary
- Musique : Jacques Davidovici
- Décors : Thierry Flamand
- Costumes : Mimi Lempicka
- Photographie : Jérôme Robert
- Son : Paul Lainé, Thomas Pietrucci, Jérôme Wiciak, Christian Fontaine, Michel Kharat
- Montage : Yves Deschamps et Charlotte Teillard D'Eyry
- Production : Aïssa Djabri et Farid Lahouassa
  - Production déléguée : Sarim Fassi-Fihri
  - Production associée : Joel Andryc
  - Assistante de production : Géraldine Polveroni
- Sociétés de production[1] : Vertigo Productions et TF1 Films Production, en association avec L'Arbre et la Colombe, avec la participation de TPS Star et M6
- Sociétés de distribution[2] : TFM Distribution (France) ; Cinéart (Belgique) ; Pathé Films AG (Suisse romande)
- Budget : 22 902 227 €[3]
- Pays de production :  France
- Langue originale : français
- Format[4] : couleur - 35 mm - 2,35:1 (Cinémascope) - son Dolby
- Genre : comédie, fantastique
- Durée : 95 minutes
- Dates de sortie[5] :
  - France, Belgique, Suisse romande : 9 février 2005[6],[7]
- Classification :
  - France : tous publics (conseillé à partir de 8 ans)[8],[9]
  - Belgique : tous publics (Alle Leeftijden)[6]

## Distribution
- Michaël Youn : le grand vizir Iznogoud
- Jacques Villeret : le calife Haroun El Poussah
- Olivier Baroux : le génie Ouz
- Kad Merad : le génie Ouzmoutousouloubouloubombé
- Arno Chevrier : Dilat Laraht
- Franck Dubosc : le grand chambellan du calife
- Bernard Farcy : le sultan Pullmankar le Sanguinaire
- Elsa Pataky : Prehti-Ouhman
- Rufus : le conseiller du calife
- Magloire Delcros-Varaud : l'eunuque en chef
- Juliette Poissonnier : Plassahssiz
- Maurice Lamy : un conseiller de Pullmankar
- Mathias Jung : le général Bohl
- Éric Hémon : le général Epakreth
- Vernon Dobtcheff : le mage Kitussé
- Robert Castel : le Mède Indjapahn
- Sofia Essaïdi : Belbeth, la danseuse du calife
- Patrick Braoudé : le marchand d'esclaves
- Élie Semoun : un prince
- Laurent Baffie : un prince
- Vincent Desagnat : un prince
- Pascal Sellem : un prince
- Ariel Wizman : un prince
- Said Taghmaoui : La prostituée à l'oeil de verre
- Benjamin Morgaine : un prince
- Raphaël Mezrahi : un prince
- Daniel Russo : le récitant

## Accueil

### Accueil critique
Le film fut particulièrement mal reçu par les critiques. Le 2 mars 2015, Il est 17e dans la liste des pires films de tous les temps sur Allociné, avec une note de 1,1/5 des spectateurs, qui reprochent les faiblesses du scénario et le cabotinage de Michaël Youn. Il reçut 4 prix sur un total de 5 nominations lors de la 1re cérémonie des Gérard du cinéma en 2006.

## Distinctions
Entre 2005 et 2006, Iznogoud a été sélectionné 16 fois dans diverses catégories et a remporté 9 récompenses.

### Récompenses
- RéActeurs - Festival du Film des Acteurs-Réalisateurs 2005 : RéActeur du Meilleur Box-office pour Patrick Braoudé.
- Bidet d'Or 2006 : 
  - Bidet d'Or du film,
  - Bidet d'Or du réalisateur pour Patrick Braoudé,
  - Bidet d'Or du second rôle féminin pour Elsa Pataky.
- Forum International Cinéma et Littérature 2006 : Prix du Meilleur Producteur d'une Adaptation Littéraire pour Patrick Braoudé et Aïssa Djabri.
- Gérard du cinéma 2006 :
  - Gérard du Plus mauvais film,
  - Gérard du Plus mauvais acteur pour Michaël Youn,
  - Gérard du Plus mauvais film avec Jacques Villeret après la mort de Jacques Villeret,
  - Gérard du Plus mauvais réalisateur pour Patrick Braoudé.

### Nominations
- NRJ Ciné Awards 2005 :
  - Meilleur film "qui fait rire",
  - Meilleure zik de film,
  - Meilleur méchant pour Michaël Youn.
- Bidet d'Or 2006 : Bidet d'Or du couple à l'écran pour Olivier Baroux et Kad Merad.
- Gérard du cinéma 2006 : Gérard du Plus mauvais scénario original ou adaptation.
- Prix France Musique-Sacem de la musique de film 2006 : Prix UCMF de la musique pour le cinéma pour Jacques Davidovici.

### Sélections
- Festival international du film de comédie de l'Alpe d'Huez 2005 : Film de clôture.

## Autour du film
- L'idée du film a d'abord été imaginée par René Goscinny et son comparse Pierre Tchernia. Louis de Funès aurait eu le rôle d'Iznogoud. Malheureusement, le projet est abandonné car Goscinny est décédé trop tôt, en novembre 1977[11]. Patrick Braoudé prend donc le relais quelques décennies plus tard.
- Ce film est sorti en salles en France le 9 février 2005, moins de deux semaines après la mort de Jacques Villeret.
- Lors du générique de fin, un gag fait référence à une scène culte de Indiana Jones dans Les Aventuriers de l'arche perdue, dans lequel Indiana Jones tue un manieur de sabre hostile d'un simple coup de revolver. Iznogoud rajoute même : « Et alors, t'es jamais allé au cinéma ? »[12].
- Le tournage a été réalisé au Maroc et il a fallu neuf mois pour pouvoir réaliser les décors. On peut noter aussi qu'il y a eu 8000 figurants[13].

### Jeux de mots
- Iznogoud : is no good (n'est pas bien/bon)
- Plassahssiz : place assise
- Prehti-Ouhman : Pretty Woman
- Le Mède Indjapahn : Made in Japan
- Belbeth : belle bête
- Kitussé : qui tu sais
- Général Bohl : j'en ai ras-le-bol
- Général Epakreth : j'en ai ras les pâquerettes